# Expresión heteróloga
La expresión heteróloga se refiere a la expresión de un gen o parte de un gen en un organismo huésped que no tiene naturalmente este gen o fragmento de gen. La inserción del gen en el huésped heterólogo se realiza mediante la tecnología del ADN recombinante. Después de ser insertado en el huésped, el gen puede integrarse en el ADN del huésped, causando una expresión permanente, o no integrarse, causando una expresión transitoria. La expresión heteróloga puede realizarse en muchos tipos de organismos huéspedes. El organismo huésped puede ser una bacteria, una levadura, una célula de mamífero o una célula vegetal. Este huésped se denomina "sistema de expresión". La expresión homóloga, por su parte, se refiere a la sobreexpresión de un gen en un sistema del que procede.
Los genes se someten a una expresión heteróloga a menudo para estudiar interacciones proteicas específicas. E. coli, la levadura (S. cerevisiae, P. pastoris), las células inmortalizadas de mamíferos y los ovocitos de anfibios (es decir, los huevos no fecundados) son habituales para los estudios que requieren una expresión heteróloga.